# Чистовський сільський округ
Чи́стовський сільський округ (каз. Чистов ауылдық округі, рос. Чистовский сельский округ) — адміністративна одиниця у складі району Магжана Жумабаєва Північноказахстанської області Казахстану. Адміністративний центр — село Чистовське.
Населення — 1341 особа (2021; 1980 у 2009, 2415 у 1999, 3637 у 1989).
Станом на 1989 рік існували Пролетарська сільська рада (села Барашки, Мохове, Пролетарка, Тельманово) та Чистовська сільська рада (села Тіщенко, Українка, Урожайне, Чистовське). 2013 року до складу округу увійшла територія ліквідованого Пролетарського сільського округу (села Мохове, Пролетарка, Тельманово), село Барашки — до складу Конюховського сільського округу. Тоді ж було ліквідовано село Мохове, 21 червня 2019 року — село Тельманово.

## Склад
До складу округу входять такі населені пункти:
| Населений пункт    | Старі назви | Населення, осіб (1989) | Населення, осіб (1999) | Населення, осіб (2009) | Населення, осіб (2021) |
| ------------------ | ----------- | ---------------------- | ---------------------- | ---------------------- | ---------------------- |
| Мохове, село       | -           | 182                    | 144                    | 9                      | -                      |
| Пролетарка, село   | -           | 701                    | 563                    | 428                    | 250                    |
| --Тельманово, село | -           | 141                    | 81                     | 33                     | 5                      |
| Тіщенко, село      | -           | 361                    | 227                    | 151                    | 94                     |
| Українка, село     | -           | 123                    | 92                     | 62                     | 23                     |
| Урожайне, село     | -           | 469                    | 280                    | 188                    | 19                     |
| Чистовське, село   | -           | 1660                   | 1109                   | 1109                   | 950                    |